# Parafodina pentagonalis
Parafodina pentagonalis är en fjärilsart som beskrevs av Butler 1894. Parafodina pentagonalis ingår i släktet Parafodina och familjen nattflyn. Inga underarter finns listade i Catalogue of Life.